# Jacob Roggeveen
Jacob Roggeveen (født januar 1659 i Middelburg, død 31. januar 1729 samme sted) var en nederlandsk opdagelsesrejsende, som blev sendt ud med den opgave at finde Terra Australis, men i stedet opdagede Påskeøen ved en tilfældighed den 5. april 1722. Han var også omkring Selskabsøerne og udforskede Samoaøerne.

## Ekspedition til Stillehavet
Roggeveen var aktiv i Ostindien, men vendte tilbage til Nederlandene. Der udarbejdede han en plan for en handels- og udforskningsekspedition til Stillehavet. Ekspeditionen skulle søge efter Davis land, det ukendte Terra Australis, og søge efter en vestlig søvej til krydderøerne. Han fik støtte for planen fra Det Nederlandske Vestindiske Kompagni og lagde i 1721 ud fra øen Texel med de tre skibe "Africaansche Galei", "Arend" og "Theinhoven".
Ekspeditionen var omkring Juan Fernández-øerne og kom 5. april 1722 til Rapa Nui, som blev kaldt Påskeøen, fordi opdagelsen blev gjort påskedag. Roggeveen opgives oftest at være den, som først fik øje på Påskeøen, men det var antagelig snarere kaptajn Roelof Rosendaal på "Afrikaansche Galei".
Ekspeditionen udforskede derefter Tuamotu-øerne, hvor Apataki, Arutua, Tikei og Makatea blev besøgt.. "Afrikaansche Galei" forliste ved Takapoto i Tuamotuøerne, hvor fem af mandskabet blev reddede. Vraget blev en kilde til metal for polyneserne. På Makatea åbnede ekspeditionen ild mod folk på stranden, og ti af mandskabet blev derefter dræbt af indbyggerne på land. Rejsen gik videre til Selskabsøerne. Derefter blev Samoaøerne udforskede. Der blev ekspeditionens deltagere de første europæere, som fandt Ta'u, Olosega, Ofu, Tutuila, Rose, Swains og Upolu.
Roggeveen fandt ikke Terra Australis. Fra sydhavsøerne fortsatte Roggeveen til Ny-Guinea og Batavia, hvortil han ankom i 1722. Ostindisk kompagni konfiskerede de to tilbageværende skibe. Ekspeditionen mistede det halve mandskab som følge af skørbug.
Fra Batavia blev Roggeveen sendt tilbage til Forenede Nederlande, hvor han anlagde en retssag, som til sidst endte med, at der blev betalt erstatning for tab og udgifter, som ekspeditionen havde haft.
Ekspeditionsloggen blev udgivet på nederlandsk i 1838. Historien om ekspeditionen blev også udgivet på engelsk og fransk.